# Bănia
Bănia (Bánya en hongrois) est une commune dans le județ de Caraș-Severin dans l'Ouest de la Roumanie. Elle a une population de 2 014 habitants. Elle est composée de deux villages : Bănia et Gârbovăț (Gerbóc).

## Démographie
Lors du recensement de 2011, 95,66 % de la population se déclarent roumains et 1,48 % comme roms (0,22 % déclarent une autre appartenance ethnique et 2,62 % ne déclarent pas d'appartenance ethnique).

## Politique
| Parti | Parti                                                 | Sièges |
| ----- | ----------------------------------------------------- | ------ |
|       | Parti national libéral (PNL)                          | 4      |
|       | Parti social-démocrate (PSD)                          | 2      |
|       | Alliance des libéraux et démocrates (ALDE)            | 1      |
|       | Parti du pouvoir humaniste (PPU)                      | 1      |
|       | Union nationale pour le progrès de la Roumanie (UNPR) | 1      |
|       | Union démocrate magyare de Roumanie (UDMR)            | 1      |
|       | Parti Mouvement populaire (PMP)                       | 1      |